# Jüdischer Friedhof (Siegen, Hermelsbach)

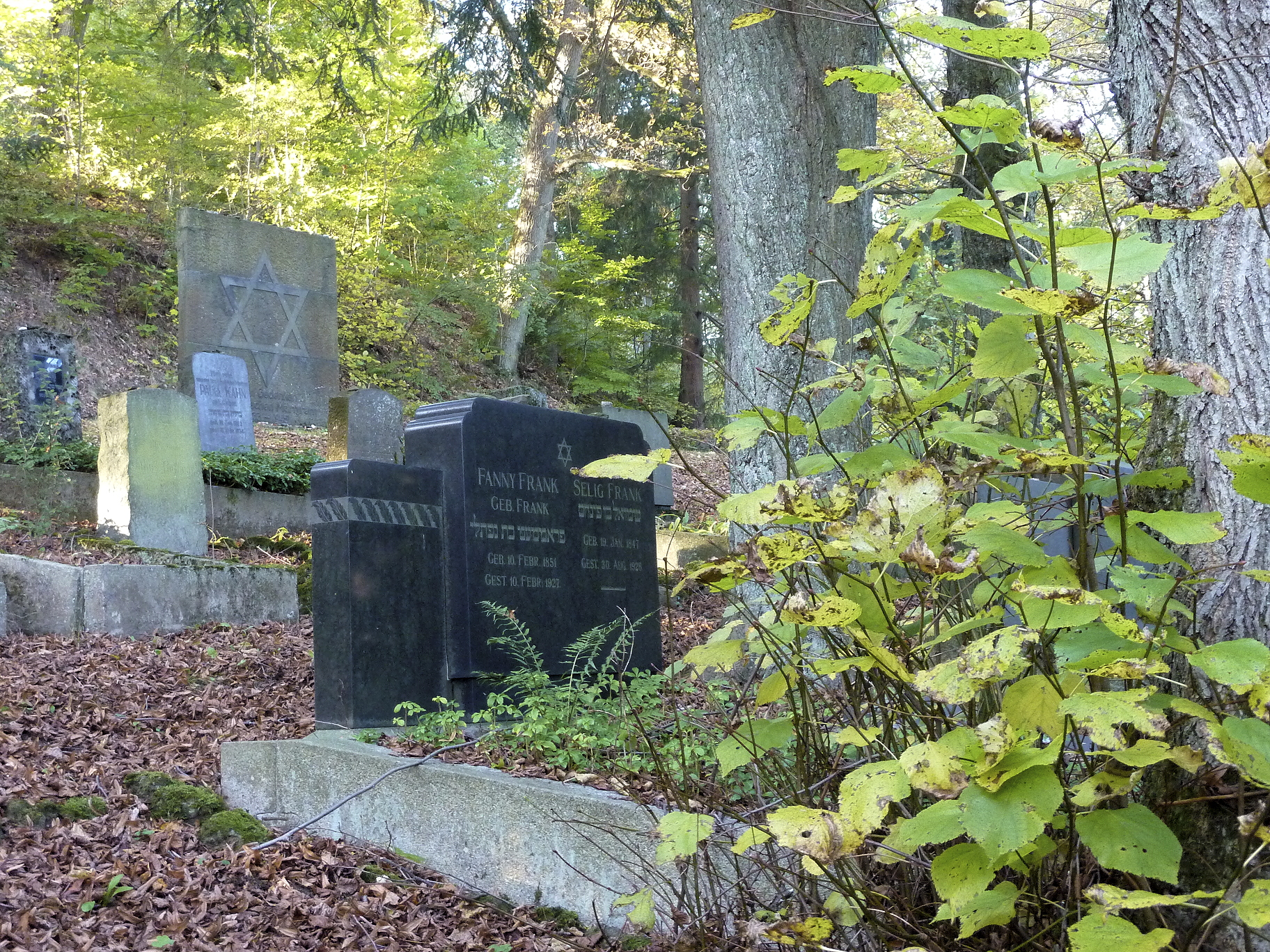
Der jüdische Friedhof in Siegen, Hermelsbach

Der Jüdische Friedhof Siegen, Hermelsbach befindet sich in der Stadt Siegen im Kreis Siegen-Wittgenstein in Nordrhein-Westfalen. Als jüdischer Friedhof ist er ein Baudenkmal und in der Denkmalliste eingetragen.
Auf dem Friedhof Hermelsbacher Weg 131 als Teil des kommunalen Hermelsbacher Friedhofs (Feld 13) sind circa 49 Grabsteine erhalten. Der Friedhof wird seit dem Jahr 1912 belegt. 